# Кумыш, Соломон Маркович
Соломо́н Ма́ркович Кумы́ш (28 марта [9 апреля] 1888, Евпатория, Таврическая губерния — 17 апреля 1955, Симферополь) — караимский священнослужитель, последний симферопольский газзан.

## Биография
Родился в 1888 году в Евпатории. Отец — бахчисарайский мещанин Мордехай Иосифович Кумыш (1854—1914), был известным в Евпатории изготовителем кашкавала, а также считался первым из караимов, поступивших на военную службу в царскую армию после введения всеобщей воинской повинности, за что получил прозвище «Солдат Мордхай». В 1906 году окончил евпаторийский мидраш у меламмеда Ш. М. Тиро и получил звание «рибби». Тогда же был определён преподавателем в караимский мидраш в Мелитополе. С 1 февраля 1913 по 1914 год служил младшим газзаном в Кременчуге, откуда был переведён на ту же должность в Бердянск, где пробыл до 1926 года. С 1926 по 1929 годы исполнял обязанности газзана в мелитопольской общине. В период немецкой оккупации Мелитополя дважды подвергался аресту жандармерией и СД. Несколько недель провёл в тюрьме. После возрождения в 1943 году деятельности караимской религиозной общины в Мелитополе вновь занял должность газзана, которую исполнял вплоть до 1945 года, когда переехал на постоянное место жительства в Симферополь. В Симферополе С. М. Кумыш был избран газзаном. В связи с тем, что в симферопольской кенассе располагался радиокомитет, богослужения проводились в арендуемых помещениях. В 1949 году из-за истечения срока аренды помещения и невозможности его продления, община приняла решение о самоликвидации. В годы жизни в Симферополе С. М. Кумыш помимо исполнения обязанностей газзана работал переплётчиком в артели.
По данным Б. С. Ельяшевича, С. М. Кумыш был автором пьесы на караимском языке «Олмагаеды Олду» («Не должно было быть, но случилось») и «Популярного очерка по истории караимского народа, его быта и языка». Оба сочинения не были изданы.
Умер 17 апреля 1955 года в Симферополе и похоронен на местном караимском кладбище.

## Семья
Был дважды женат. От первой жены Эстер имел детей:
- Илья Соломонович Кумыш (1912, Кременчуг — 1987, Москва) — советский инженер, заслуженный изобретатель РСФСР (1974 г.)[8], участник Великой Отечественной войны[9].
- Татьяна (Тотай) Соломоновна Кумыш (замуж. Бебеш; 1914, Бердянск — 2006, Симферополь), по профессии машинистка.
- Марк Соломонович Кумыш (1917, Бердянск — 1944) — красноармеец, пропал без вести в августе 1944 г.[10]

От второй жены, Анны Давидовны Борю (урожд. Тотеш), жившей с ним в Симферополе, детей не имел.
Родной дядя — Соломон Иосифович Гумуш, служил газзаном в Ялте.